# 1963年ロンドン政府法
1963年ロンドン政府法（1963ねんロンドンせいふほう、英: London Government Act 1963 、ロンドン地方自治法ともいう:76）とは、イギリス議会による法律であり、グレーター・ロンドンとして知られる行政区画を公式に認定し、首都としての新しい地方政府を設置したものである 。この法律はその地域の地方自治体数を大幅に減らし、その結果、地方政府がより広い領域と人口に対し責任を負うこととなった。地方政府は、グレーター・ロンドン全体を、より戦略的な役割を持ってカバーするために一新され、2層制による行政機構の機能の分割が行われた。この法律は区 (バラ) をロンドンの内側と外側に分類している。シティ・オブ・ロンドンとその自治体に関しては、この法律による本質的な変更はなかった。その後のこの法律の改正により、1986年に廃止されたグレーター・ロンドン・カウンシルとともに上位の行政機構の機能が大きく見直され、2000年にはグレーター・ロンドン・オーソリティーが設置された。
2018年現在、グレーター・ロンドンの領域は設置された1965年当時とほぼ同様だが、廃棄物管理や教育などのサービスに関し、権限が強化された。

## 内容
この法律は、新たに設置されたグレーター・ロンドン・カウンシルと32のロンドン自治区カウンシル (London borough council) 、及び既存のシティ・オブ・ロンドンで権限が分割された、2層からなる地方自治システムを構築した。この法律は1965年4月1日に発効し、新しいカウンシルは、1964年に「影の当局」(shadow authorities) として選出された。
この法律の第1章の規定により、32のロンドン自治区が設置された。自治区はそれぞれ、選挙により選出された議員からなるカウンシルにより統治され、1882年都市自治体法 (英: Municipal Corporations Act) (英語版) と1933年地方自治法 (英: Local Government Act 1933) (英語版) により規制されることになっていた。この法律の施行と同時に廃止されたカウンティ・オブ・ロンドン (英語版) に相当する12の自治区 (バラ) は、インナー・ロンドンとされ、残りの20区はアウター・ロンドンとされた。この法律では、いずれの区にも名称はつけられていない。
第2章では、32のロンドン自治区とシティ・オブ・ロンドン、及びテンプル地区を含む区域が、グレーター・ロンドンと称する行政区域を構成することが規定された。選挙により選出されるグレーター・ロンドン・カウンシルが、新しい地域を統治することとされた。
第3章の規定により、ミドルセックスとロンドン (英語版) のカウンティが廃止され、ケント、エセックス、サリー、ハートフォードシャーの一部とシティ・オブ・ロンドン全体によりグレーター・ロンドンが構成されることとなった。廃止された2つのカウンティと同様、既存の28の大都市型自治区  や、その全体がグレーター・ロンドンに含まれることとなった全てのカウンティ・バラ  やカウンティ地区 (county district)、あるいは教区はそれらのカウンシル (協議会) とともに廃止された。グレーター・ロンドンはその一部が他の行政区画、カウンティやカウンティ地区、あるいは教区を構成することはできなかった。グレーター・ロンドンに含まれていない、ミドルセックスにあった3つのアーバン・ディストリクト  は他のカウンティに移された。(ポッターズ・バー (英語版) はハートフォードシャーへ、ステインズ (英語版) とサンバリー・オン・テムズ (英語版) はサリーへ移された。)
また、この法律により12にあるインナー・ロンドンの区 (バラ) 内の学校や大学を管轄する、インナー・ロンドン教育庁 (英: Inner London Education Authority) (英語版) が設置された。残りの20の区は、各々の権利として地方教育局 (英: Local education authority) (英語版) を設けた。1924年に設置されたロンドン交通地域 (英: London Traffic Area) (英語版) とロンドン・ホーム・カウンティ諮問委員会 (英: London and Home Counties Traffic Advisory Committee) (英語版) は廃止され、代わりにGLC (グレーター・ロンドン・カウンシル) が道路交通を規制する権限を獲得した。この法律によりロンドン警視庁管区 (英: Metropolitan Police District) (英語版) にグレーター・ロンドン全域が含まれる変更が加えられたが、周辺カウンティの多くの地域もまた引き続き管区に含まれた。

### 区(バラ)

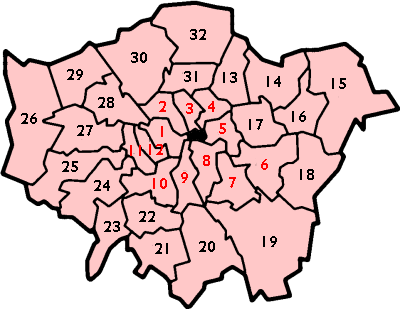
別紙第1で示されているロンドン区の地図。インナーロンドンの番号は赤色、アウター・ロンドンの番号は黒色。

グレーター・ロンドン地区は1930年代中頃から、カウンティ・バラ (自治区) 　、ミューニシパル・バラ (自治区)   、アーバン・ディストリクト  、メトロポリタン・バラ (大都市型自治区)  の4種の地方自治体何れかの管轄下にあった。この法律の別紙第1により示された、32のロンドン自治区を構成する元の行政区画は、以下の通りである。
1. ウェストミンスター大都市型自治区 (英語版) 、パディントン大都市型自治区 (英語版)  、メリルボーン大都市型自治区 (英語版)
2. ハムステッド大都市型自治区 (英語版) 、ホルボーン大都市型自治区 (英語版) 、セント・パンクラス大都市型自治区 (英語版)
3. フィンズベリー大都市型自治区 (英語版)、イズリントン大都市型自治区 (英語版)
4. ハックニー大都市型自治区 (英語版) 、ショーディッチ大都市型自治区 (英語版) 、ストーク・ニューイントン大都市型自治区 (英語版)
5. ベスナル・グリーン大都市型自治区 (英語版) 、ポプラ大都市型自治区 (英語版) 、ステップニー大都市型自治区 (英語版)
6. グリニッジ大都市型自治区 (英語版) 、ウールウィッチ大都市型自治区 (英語版) の大部分
7. デプトフォード大都市型自治区 (英語版) 、ルイスハム大都市型自治区 (英語版)
8. バーモンジー大都市型自治区 (英語版) 、キャンバーーウェル大都市型自治区 (英語版) 、サザーク大都市型自治区 (英語版)
9. ランベス大都市型自治区 (英語版) 、ワンズワース大都市型自治区 (英語版) の大部分
10. バタシー大都市型自治区 (英語版) 、ワンズワース大都市型自治区のうちNo.9に含まれない部分
11. フラム大都市型自治区 (英語版) 、ハマースミス大都市型自治区 (英語版)
12. チェルシー大都市型自治区 (英語版) 、ケンジントン大都市型自治区 (英語版)
13. チンフォード自治区 (ミューニシパル・バラ) (英語版) 、レイトン自治区 (英語版) 、ウォルサムストウ自治区 (英語版)
14. イルフォード自治区 (英語版) 、ワンステッド・ウッドフォード自治区 (英語版) 、ダゲナム自治区 (英語版) の大部分
15. ロムフォード自治区 (英語版) 、ホーンチャーチ・アーバン・ディストリクト (英語版)
16. バーキング自治区 (英語版) のうちNo.17に含まれない部分、ダゲナム自治区のうちNo.14に含まれない部分
17. イースト・ハム・カウンティ・バラ (英語版) 、ウェスト・ハム・カウンティ・バラ (英語版) 、バーキング自治区の大部分、ウールウィッチ大都市型自治区のうちNo.6に含まれない部分
18. ベクスレー自治区 (英語版) 、エリス自治区 (英語版) 、クレイフォード・アーバン・ディストリクト (英語版) 、チズルハースト・シドカップ・アーバン・ディストリクト (英語版) の、A20道路 [注 5] の北側の大部分
19. ベックナム自治区 (英語版) 、ブロムリー自治区  (英語版) 、オーピントン・アーバン・ディストリクト (英語版) 、ペンジ・アーバン・ディストリクト (英語版) 、チズルハースト・シドカップ・アーバン・ディストリクトの、A20道路の南側の大部分
20. クロイドン・カウンティ・バラ (英語版) 、クールズドン・パーリー・アーバン・ディストリクト(英語版)
21. ベッディントン・ウォーリントン自治区 (英語版) 、サットン・チーム自治区 (英語版) 、カーシャルトン・アーバン・ディストリクト (英語版)
22. ミッチャム自治区 (英語版) 、ウィンブルドン自治区 (英語版) 、マートン・モーデン・アーバン・ディストリクト (英語版)
23. キングストン・アポン・テムズ自治区 (英語版) 、マルデン・クーム自治区 (英語版) 、サービトン自治区 (英語版)
24. バーンズ自治区 (英語版) 、リッチモンド自治区 (英語版) 、トウィッケナム自治区 (英語版)
25. ブレントフォード・チジック自治区 (英語版) 、ヘストン・アイズルワース自治区 (英語版) 、フェルサム・アーバン・ディストリクト (英語版)
26. アクスブリッジ自治区 (英語版) 、ヘイズ・ハーリントン・アーバン・ディストリクト (英語版) 、ライスリップ・ノースウッド・アーバン・ディストリクト (英語版) 、ユーズリー・ウェスト・ドレイトン・アーバン・ディストリクト (英語版)
27. アクトン自治区 (英語版) 、イーリング自治区 (英語版) 、サイスオール自治区 (英語版)
28. ウェンブリー自治区 (英語版) 、ウィルズデン自治区 (英語版)
29. ハロウ自治区 (英語版)
30. フィンチリー自治区 (英語版) 、ヘンドン自治区 (英語版) 、バーネット・アーバン・ディストリクト (英語版) 、イースト・バーネット・アーバン・ディストリクト (英語版) 、フライアーン・バーネット・アーバン・ディストリクト (英語版)
31. ホーンジー自治区 (英語版) 、トッテナム自治区 (英語版) 、ウッド・グリーン自治区 (英語版)
32. エドモントン自治区 (英語版) 、インフィールド自治区 (英語版) 、サウスゲート自治区 (英語版)

#### 名称
この法律は可決されたが、新しい区の名称が決められておらず、キース・ジョセフ大臣 (英語版)  は、それぞれのカウンシル (協議会) に地区の名称を提案するよう要求した。それはできるだけ一つの単語でなければならず、また「最良の名称は、新しい区の中心として認識される場所になる。」ということに留意しなければならなかった。2つの名前を繋げた名称は認められなかった  。
チャールトン王室特別区 (Royal Borough of Charlton) はグリニッジ大都市型自治区、あるいはウールウィッチ大都市型自治区の何れかが引き受ける様に提案された。(No.6) デプトフォードとルイスハムは、何れの名前を付けることも、あるいは区域内を流れる大河川のレイベンズボーン川 (テムズ川の支流) の名前を付けることにも合意しなかった。バーネット・ロンドン自治区を形成することとなる協議会 (カウンシル) は、「ノースゲイト」または「ノーザン・ハイツ」を提案した。(No.7) フィンズベリーとイズリントンもまた、前者が「ニューリバー」、後者が「イズリントン」を主張しており決定に至らなかった。(No.3) リッチモンドとトウィッケナムは、どちらも何れかの名前がつくことに同意できなかった。(No.24) インフィールドは「インフィールド・チェイス」(英語版) と「エドモントン・ハンドレッド」(英語版) を提案した。(No.32)
9つの名称については争われることなく、1963年9月に提案された 。
- シティ・オブ・ウェストミンスター (No.1)
- カムデン区 (No.2)
- タワーハムレッツ区 (No.5)
- レッドブリッジ区 (No.14)
- ニューアム区 (No.17)
- クロイドン区 (No.20)
- キングストン・アポン・テムズ王室特別区 (No.23)
- イーリング区 (No.27)
- ハーリンゲイ区 (No.31)

名称が決められなかった区について、1963年10月に大臣が6つの新しい名前を提案した  。
- ベクスリー区 (No.18)
- ブロムリー区 (No.19)
- サットン区 (No.21)
- リッチモンド・アポン・テムズ区 (No.24)
- ハウンズロー区 (No.25)
- アクスブリッジ (最終的にヒリンドン区になった。) (No.26)

大臣は1964年1月に、さらに12の名称を提案した  。
- グリニッジ王室特別区 (No.6)
- ヒリンドン区 (No.26)
- イズリントン区 (No.3)
- ハックニー区 (No.4)
- ルイシャム区 (No.7)
- サザーク区 (No.8)
- ワンズワース区 (No.10)
- ケンジントン・アンド・チェルシー王室特別区 (No.12)
- ウォルサム・フォレスト区 (No.13)
- ヘイヴァリング区 (No.15)
- バーキング・アンド・ダゲナム区 (No.16)
- モーデン区 (最終的にマートン区になった。) (No.22)
- バーネット区 (No.30)
- インフィールド区 (No.32)
- ウェンブリー・ウィルズデン区 (リバー・ブレント区となり最終的にブレント区となった。) (No.28)
- ハマースミス・アンド・フラム区 (No.11)

チェルシーとケンジントンの大都市型自治区評議員達 (Councillors for the Metropolitan Borough) は意見を異にし、歴史的な教区名を結合することで元の名称がなくなることに反対したため、大臣は例外規定を設け、ケンジントン・アンド・チェルシー王室特別区が生まれた。

### 機能の分担
新しい自治体間の機能の分担は、以下の通りである  。
| グレーター・ロンドン・カウンシル | 共同 | ロンドン自治区 |
| --- | --- | --- |
| - 消防 (ロンドン消防隊) - 救急 (ロンドン救急サービス) (英語版) - 廃棄物処理 - 排水 - 小自作農地 - テムズ川治水 (テムズバリア) (英語版) - 運転免許 | - 教育 (インナー・ロンドン教育庁 (ILEA (英語版)) 、あるいはアウター・ロンドンのそれぞれのカウンシル) - 道路 - 都市計画 - 住宅 - 下水 - 交通 | - 保健 - 福祉 - 児童福祉 - 図書館 - ごみ収集 - 水泳プール - 計量器 - 食品・薬品 - 公衆衛生 - 墓地・火葬 - レイト の徴収 |

## 背景

### ハーバート・レポート
1957年、エドウィン・ハーバート (英語版) 議長の下、グレーター・ロンドンにおける将来の地方自治体構造を検討するために、王立委員会が設置された。1960年10月、委員会は52のロンドン自治区からなるグレーター・ロンドンの創設を提案するレポートを提出した  。
この法律により設置されたグレーター・ロンドンの区域は、ハーバート・レポートにより提案されたものとほぼ同様だったが、サリー州のバンステッド、ケータハム・ワーリンガム、イーシャー、ウォルトン・ウェイブリッジとエセックス州のチグウェル、ハートフォードシャー州のチェシャント、ミドルセックス州のステインズ、サンバリーは除外された。

### 議会による可決
政府は、自治区はより少なく、かつ広範囲であるべきだと考え、1961年12月に34の自治区からなる計画を公表した  。カウンティ・オブ・ロンドン (英語版) は提案されている自治区を再編成し、現在のカムデン区、ウェストミンスター、イズリントン区の構成を作り上げた。ショーディッチはタワーハムレッツ区ではなくハックニー区の方が適当であるとされた。ルイスハムは単独で、デプトフォードはキャンバーウェルと合併し、バーモンドセイとサザーク、ランベスは一体化することとされた。東部ワンズワースは、西部ワンズワース、バタシーと共に一つの自治区とすることとされた。
従来のカウンティ・オブ・ロンドンの外側、アウター・ロンドンの自治区は以下の通りである。
- チグウェル (ローディング川の北側)
- チグウェル (ローディング川の南側)、イルフォード
- ホーンチャーチ (一部)、ロンフォード
- バーキング、ダゲナム、ホーンチャーチ
- イースト・ハム、ウェスト・ハム、ノース・ウールウィッチ
- ベクスリー、チズルハースト・シドカップ、クレイフォード、エリス
- ベックナム・ブロムリー、オーピントン、ペンジ
- カーターハム・ワーリンガム、クールズドン・パーリー、クロイドン
- バンステッド、ベッディントン・ウォーリントン、カーシャルトン、エプソム・ユーウェル、サットン・チーム
- マートン・モーデン、ミッチャム、ウィンブルドン
- エッショル、キングストン、マルデン・クーム、サービトン、ワルトン・ウェイブリッジ
- バーンズ、リッチモンド、トウィッケナム
- ブレントフォード・チジック、フェルサム、ヘストン・アイズルワース、ステインズ、サンバリー
- ヘイズ・ハーリントン、ライスリップ・ノースウッド、アクスブリッジ、ユーズリー・ウェスト・ドレイトン
- アクトン、イーリング、サウスオール
- ウェンブリー、ウィルズデン
- ハロウ
- バーネット、フィンチリー、ヘンドン
- イースト・バーネット、インフィールド (一部) 、フライアーン・バーネット、ホーンジー、サウスゲート、ウッド・グリーン
- チェスハント、エドモントン、インフィールド (一部) 、トッテナム

大臣  は、1961年5月18日にチェスハント、チグウェル、エッショル、ステインズ、サンバリーの5つのアーバン・ディストリクトをそれぞれの自治体の要望に合わせて、グレーター・ロンドンから除外することを発表した。
ロンフォード、バーネット、カーシャルトン・パーリー、フェルサム、ユーズリー・ウェスト・ドレイトンから出された、グレーター・ロンドンから離脱する要望は却下された。さらに政府はエプソムとユーウェルの北部は、必ずグレーター・ロンドンに含まれなければならないことを決定した  。最終的にエプソムとユーウェルはその全体が除外された。
1962年8月の発表では、自治区の数が33から32になった。詳細について述べると、ショーディッチはハックニー区に含まれ、ワンステッドとウッドフォードはウォルサム・フォレスト区ではなく、イルフォードと共にレッドブリッジ区となった。チズルハースト・シドカップはブロムリー区とベクスリー区により分割された。イースト・バーネットとフライアーン・バーネット、ヘンドン、フィンチリーは合併してバーネット区となった。インフィールドはエドモントン・サイスゲートと合併してインフィールド区となり、トッテナム区とホーンジー・ウッド・グリーン区はハーリンゲイ区と合併した。クラパム (Clapham) とストレタム (Streatham) の隣人達はランベス区に移住した  。
1962年11月から1963年4月までの実質的な議論のために、わずかに修正された法案が議会に提出された  。
5人の保守的な下院議員 (ノース・ウェストクロイドン、サウス・クロイドン、カルシャルドン、ウィンブルドン、イースト・サリー) 達は、クロイドンと2つの丘陵地帯のやや田舎の町に住む2～3万人の住民の、ロンドンに合流しない旨の嘆願書に賛同した。労働党の前内務大臣チューター・イード (英語版) と引退したサリー州の治安判事、及び評議員 (county councillor) は、この法案に断固として反対している住民達と連携しており、委員会において共同で法案に反対していた。イードは彼自身の選挙区であるエプソムとユーウェルを、完全に除外することに役立った。イースト・サリーの下院議員チャールズ・ダウティ (英語版) は、「この法案で提案されている、クールズドンとパリー、及びクロイドンの拙速な「結婚」は決してうまくいかない。クールズドンとパーリーの親和性は南部の方にあり、北部や東部ではない。これがこの法案の非常に悪い部分である。」と述べた  。
その後法案は成立し、これらの調整を含む境界線は1964年4月1日以降、2018年現在まで続いている。

## その後の改正

### 1972年地方自治法
1972年地方自治法 (英: Local Government Act 1972 (英語版)) により、1933 年地方自治法 (英語版) は廃止されて、ロンドン以外のイングランドとウェールズについては、カウンティとディストリクトからなる2層制の地方自治構造が導入されたが、ロンドンについては依然グレーターロンドンとロンドン自治区からなる2層構造が維持された :76 。またロンドン以外の大都市地域にメトロポリタン・カウンティ・カウンシルが設置され、大都市地域は全て2層制となった :5 。

### 1985年地方自治法
1985年地方自治法 (英: Local Government Act 1985 (英語版)) によりグレーター・ロンドン・カウンシルは廃止され、その機能と権限はそれぞれの自治区や共同団体 (joint authorities) 、特殊法人等へ移譲された :76 。また同時にメトロポリタン・カウンティ・カウンシルも廃止され、大都市地域は全て1層制となった :5 。インナー・ロンドン教育庁は、直接選出された権限として存続した。

### 1988年教育改革法
1988年教育改革法 (英: Education Reform Act 1988 (英語版)) によりインナー・ロンドン教育庁は1990年に廃止され、教育行政はそれぞれの自治区が所管することとなった :86 。

### 1999年グレーター・ロンドン・オーソリティー法
1999年グレーター・ロンドン・オーソリティー法 (英: Greater London Authority Act 1999 (英語版)) により、2000年、広域自治体であるグレーター・ロンドン・オーソリティーが設置された :76 。